# Pont-la-Ville (Zwitserland)
Pont-la-Ville is een gemeente en plaats in het Zwitserse kanton Fribourg, en maakt deel uit van het district Gruyère.
Pont-la-Ville telt 516 inwoners.